# Антонін Рейха

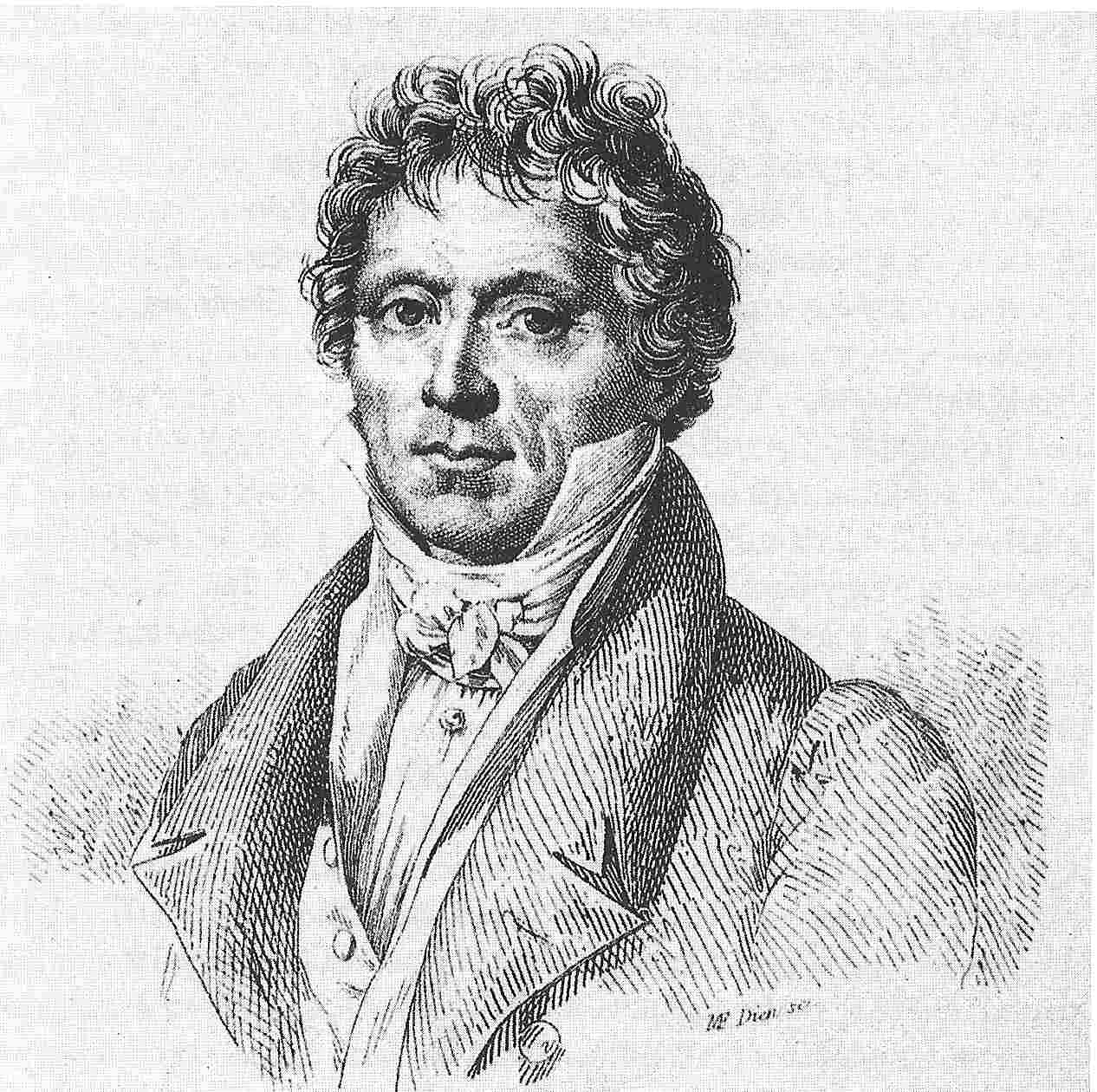
Anton Reicha, 1815

Антонін Рейха (чеськ. Antonín Rejcha; 26 лютого 1770, Прага — 28 березня 1836, Париж) — видатний чеський і французький композитор, теоретик музики, педагог. Автор новаторського, унікального поліфонічного циклу «36 фуг» (1803 р.).

## Біографія
Антонін Рейха народився в сім'ї Шимона Рейхи, празького міського музиканта. Шимон помер через 10 місяців після народження сина, а мати майбутнього композитора у вихованні та навчанні Рейхи зацікавлена не була. Відносини між нею і сином складалися погано, і в 10 років Рейха втік з дому. Спочатку його прихистив дід, який жив у Клатови, а потім дитину усиновив його дядько, скрипаль і композитор Йозеф Рейха. Хлопчика навчили грі на скрипці, флейті та фортепіано, а також, за наполяганням дружини Йозефа, французької та німецької мови. У 1785 Рейха приїхав з дядьком в Бонн, де познайомився і потоваришував з Бетховеном, і почав вивчати композицію (потай від дядька, який забороняв Антоніну ці заняття). Цілком ймовірно, в цей період на нього вплинув Крістіан Готлоб Нефе, вчитель Бетховена. У 1787 році Рейха написав свою першу симфонію, а в 1789 році він вступив до Боннського університету.
Кілька років Антонін Рейха жив, навчався і працював в Бонні, заробляючи виконанням музики. Спокійний плин життя було порушено в 1794 році, коли місто захопили французькі війська. Антоніну вдалося втекти в Гамбург; там він поклявся більше ніколи не займатися виконавством. Замість цього він почав давати приватні уроки гармонії і контрапункту, а вільний час присвячував композиції, вивченню методики викладання музики, а також математиці та філософії. У 1799 Рейха перебрався в Париж, де сподівався стати успішним оперним композитором, але цьому не судилося збутися: незважаючи на підтримку і зусилля впливових друзів, Антоніну не вдавалося ні добитися визнання його старих лібрето, ні отримати відповідних нових. У 1801 композитор покинув Париж і переїхав до Відня.
На новому місці Рейха знову взявся за навчання: його вчителями стали Альбрехтсбергер і Сальєрі, і, крім того, Рейха часто бачився з Гайдном. Незабаром композитор починає публікувати великі цикли творів: «36 фуг» і «Мистецтво варіювання для фортепіано», великий трактат з етюдами-вправами «Practische Beispiele», струнні квартети, тощо. У своїй автобіографії Рейха згадував цей період свого життя як найбільш активний і значимий, однак цієї активності не судилося тривати довго: Наполеонівські війни, що почалися в 1803 році, змусили Рейху залишити Відень. Він вирішив ще раз спробувати стати оперним композитором в Парижі, і переїхав туди в 1808 році. З численних опер Рейхи поставлені були лише три, і жодна з них не здобула визнання публіки. Проте Рейха залишався в Парижі й незабаром став відомий як блискучий учитель і теоретик. Вже до 1817 року багато його учнів стали професорами Паризької консерваторії, а опублікований 1818 року трактат з композиції незабаром став там стандартним підручником. Рейха не залишав і написання музики: в 1817 році були видані 34 етюди для фортепіано, і в тому ж році Рейха почав писати, ставші згодом відомими духові квінтети, яких всього він створив понад 20.

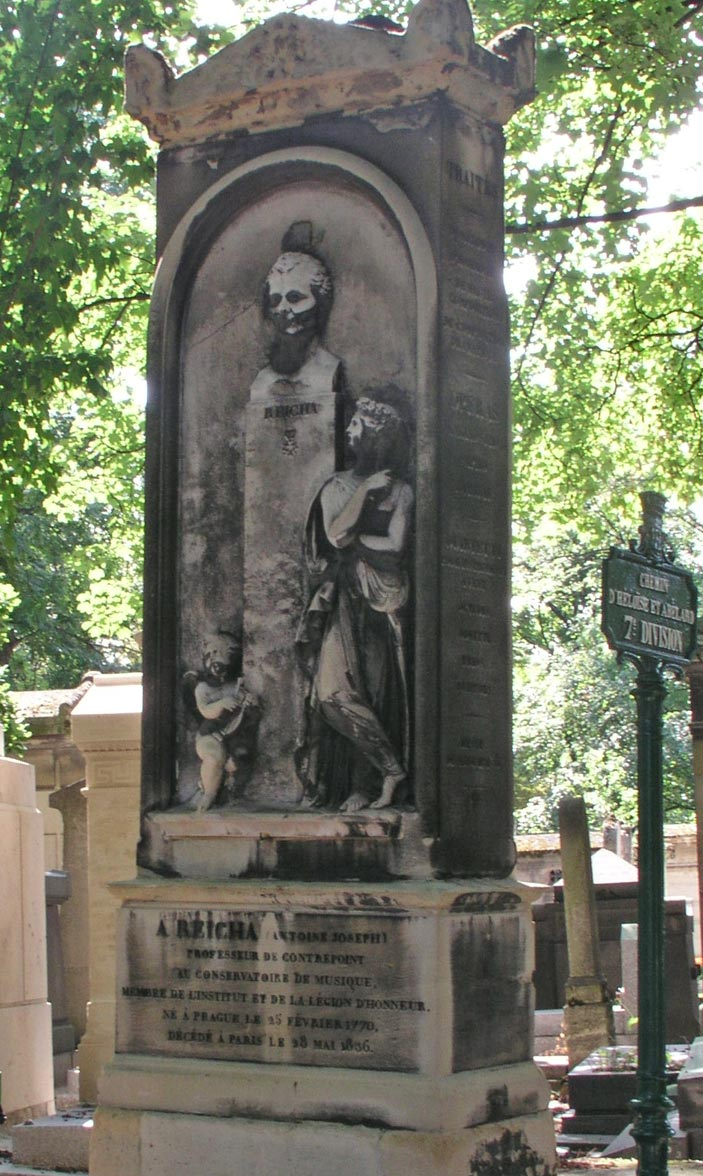
Надгробок Рейхи на кладовищі Пер-Лашез

У Парижі Рейха прожив усе життя. Серед його учнів були Гектор Берліоз (який відгукнувся некрологом на смерть учителя), Ференц Ліст, Шарль Гуно, Луї Клапіссон, Сезар Франк і багато інших; у свій час у Рейхи планував займатися Фридерик Шопен. Громадянином Франції Рейха став 1829 року, а через два роки він отримав Орден Почесного легіону. У 1835 році Рейха був обраний почесним членом Академії мистецтв (l'Académie des beaux-arts), а через рік помер і був похований на кладовищі Пер-Лашез.

## Творчість
В історії музики Рейха залишився переважно своїми теоретичними працями з композиції, проте його твори представляють, на думку ряду дослідників, не менший інтерес. Видані у Відні, унікальні за викладом та нечувані за сміливістю, 36 фуг для фортепіано (1803) є ілюстрацією до «нової системи написання фуг», яку розробив автор: тут є дво-, три-, і навіть шеститемні фуги, фуги в несиметричних розмірах, поліритмічні фуги, фуги з темами, що за діапазоном перевищують дві октави, і так далі. Трактат «Practische Beispiele» супроводжувався не менш екстравагантними вправами для піаністів: тут зустрічаються як поліритмія, так і політональність. Віденські струнні квартети Рейхи виявилися забуті після його смерті, але вплинули на квартети Бетховена і Шуберта. Серед пізніх творів Рейхи найбільш важливі його духові квінтети та інша музика для духових інструментів. У квінтетах Рейха експериментує з сонатної формою, домагаючись вільного використання в її рамках до п'яти незалежних тем. Як зазначав сам композитор у автобіографії, він був одним з перших композиторів, що серйозно зайнялися музикою для духових інструментів. Однак квінтети Рейхи незабаром виявилися забуті, оскільки були написані для старовинних духових, які дуже скоро виявилися замінені новими інструментами з більш досконалими механізмами.
Сам Рейха визнавав, що відповідальність за малу популярність його музики лежить перш за все на його небажанні приділяти час пропагуванню своєї творчості: він волів займатися композицією і теорією і не любив шукати видавців і виконавців. Потрібно відзначити, що деякі з ідей Рейхи (наприклад, мікротональна музика, або дослідження народної музики з метою зробити опери на національні теми більш автентичними) були, крім усього іншого, дуже революційними для того часу (навіть Бетховен, вивчивши 36 фуг, вирішив, що музика занадто експериментальна).